# Titanacris humboldtii
Titanacris humboldtii är en insektsart som först beskrevs av Scudder, S.H. 1869.  Titanacris humboldtii ingår i släktet Titanacris och familjen Romaleidae. Inga underarter finns listade i Catalogue of Life.